# یواس‌اس مک‌کی (دی‌دی-۵۷۵)
یواس‌اس مک‌کی (دی‌دی-۵۷۵) (به انگلیسی: USS McKee (DD-575)) یک کشتی بود که طول آن ۱۱۴٫۷ متر (۳۷۶ فوت) بود. این کشتی در سال ۱۹۴۲ ساخته شد.